# Maximilián Schurmann
Miksa Raymund Schurmann (Maximilián Raimund, Max Geher; Csallóközcsütörtök-Vörösmajor, 1890. augusztus 29. – Pozsony, 1960. március 24.) festőművész, grafikus, oktató.

## Élete
Geher (Rostina?) Paulina teresienfeldi hajadon (Geher József bérlő és Leeb Rosalia lánya) törvénytelen fia volt. 1904-től Schurmann Gyula örökbefogadott gyermeke volt.
A bécsi Rudolf Bachernél tanult.
Nyitra városnak és régiójának egyik legjelentősebb képzőművésze. Már gimnáziumi évei alatt festett és rajzolt, majd a Bécsi Képzőművészeti Akadémián tanult tovább. Párizsban az Akadémia Julienen tökéletesítette tudását. Nyelvismeretének köszönhetően könnyen feltalálta magát. Megismerkedett Claude Monet-val. Közös alkotásaik mély hatással voltak rá, s impresszionista festői technikájára.
Az első világháború megszakította kapcsolatait, az espalioni táborba internálták. Utána visszatért szüleihez Nyitrára, majd 1919−1923 között többször újból Párizsba ment. 1925-ben költözött haza párizsi feleségével. 1925–1931 között magán festőiskolát vezetett Nyitrán. 1934-től Pozsonyban működött. 1939−1941 között docens és a második világháború végéig rendkívüli professzor.
Jubileumi kiállítására készülve hunyt el. Portrékat is festett.

## Emlékezete
- Párutcán nevét viseli egy utca

## Művei
A régi Nyitra tipikus sikátorait, külvárosi rozzant viskóit, nyomortanyáit is megörökítette vásznain.
- 1907 Starec
- 1914 Kostolík z Giverny
- 1922 Generál Štefánik ako letec[4]
- 1953 Klement Gottwald[5]
- Nevidomý vedený dievčaťom
- Vierozvestovia Cyril a Metod
- Drážovčanky
- Vak
- Kártyavető